# Toshio Suzuki
Toshio Suzuki, född 10 mars 1955 i Saitama, är en japansk racerförare. 

## Racingkarriär
Suzuki körde två formel 1-lopp säsongen 1993 som stand-in för Philippe Alliot i Larrousse. Han kom i mål i båda, men någon poäng blev det inte. Han vann i inledningen av sin karriär det Japanska F3-mästerskapet 1979, samt Japanska Formel 3000 1995. 

## F1-karriär
| Säsong | Stall/Tillverkare     | Poäng | Placering |
| ------ | --------------------- | ----- | --------- |
| 1993   | Larrousse-Lamborghini | 0     | –         |